# Three Cheers for Sweet Revenge
Three Cheers for Sweet Revenge (às vezes abreviado para Three Cheers e mais frequentemente para Revenge) é o segundo álbum de estúdio da banda de rock americana My Chemical Romance, lançado em 8 de junho de 2004, pela Reprise Records. Com este álbum, a banda produziu uma musicalidade mais limpa e menos agressiva do que seu álbum de estreia de 2002, I Brought You My Bullets, You Brought Me Your Love. Foi o primeiro álbum a contar com Frank Iero em todas as faixas, tal qual o último com o baterista da formação original, Matt Pelissier, que foi eventualmente substituído por Bob Bryar, pouco depois do lançamento do disco.
O álbum foi um sucesso tanto para a banda quanto para o selo da gravadora, gerando vários singles de rádio e vídeos populares da MTV, incluindo "I'm Not Okay (I Promise)", "Helena" e "The Ghost of You". No Reino Unido, além dessas três faixas, "Thank You for the Venom" obteve grande destaque. A repercursão positiva do álbum grantiu à banda o certificado de platina em menos de um ano após seu lançamento pela Recording Industry Association of America, e vendeu mais de três milhões de cópias nos Estados Unidos.

## Música e temas líricos
Musicalmente, Three Cheers for Sweet Revenge foi descrito como rock alternativo, emo, pop punk, post-hardcore, e punk rock. Enquanto I Brought You My Bullets, You Brought Me Your Love foi considerado "uma entrada particularmente estridente naquele gênero de bandas tortuosamente mesclando elementos de emo, hardcore e até metal", em Three Cheers for Sweet Revenge foram "apresentadas suas habilidades de composição e deram a eles a merecida atenção". Afastando-se das "partes screamo" e "as estruturas e passagens mais complicadas" de seu primeiro álbum, em favor de um som que "contorna a linha entre o pop punk e o ousado, teatral, emo" enquanto é "fortemente influenciado pelo punk hardcore", Three Cheers for Sweet Revenge foi comparado de várias maneiras com The Misfits, AFI, e Thursday.
O vocalista Gerard Way se referiu ao primeiro single "I'm Not Okay (I Promise)" como uma "canção pop de autoajuda", ao mesmo tempo que é foi referida como como sendo uma composição animada e enérgica, característica do gênero musical emo-pop, com um refrão extremamente cativante, mas que pode parecer exagerado ou até mesmo bobo ou superficial para alguns ouvintes. e um "hino comovente para os jovens e deprimidos" por AllMusic e Rolling Stone, respectivamente. O single foi destacado pela intensidade do apelo emocional e a capacidade de prender a atenção do ouvinte, ao mesmo tempo em que reconhece que essa qualidade pode ser considerada exagerada ou extravagante. Em resumo, é uma maneira de elogiar a música por sua capacidade de ser cativante e memorável, mesmo que de uma maneira exagerada. A canção foi nomeada pelo Kerrang! Awards como melhor single e alcançou a posição 86 na Billboard Hot 100 dos EUA.
A música de abertura, "Helena" tem sido referida como um "destaque do álbum e grande sucesso". Gerard afirmou que a música "moldou o que o álbum é" e "revelou seu lado obscuro" em comparação com o primeiro single. Suas letras lamentam a perda da avó de Gerard e Mikey, Elena Lee Rush, e foi sua primeira entrada no top 40.

### Conceito do álbum
De acordo com Way, o álbum pode ser entendido como uma "história de terror pseudo-conceitual", que detalha:
...a história de um homem e uma mulher que são separados pela morte em um tiroteio e ele vai para o inferno apenas para descobrir pelo diabo que ela ainda está viva. O diabo diz que ele pode estar com ela novamente se [ele] trouxer as almas de mil caras maus[.] O homem concorda em fazê-lo, e então o diabo lhe entrega uma arma. Essa era a ideia por trás do conceito, o álbum acabou sendo muito mais sobre perda e vida real do que qualquer coisa, então eu diria que é uma boa separação.

## Recepção da crítica
| Críticas profissionais        | Críticas profissionais |
| Avaliações da crítica         | Avaliações da crítica  |
| Fonte                         | Avaliação              |
| ----------------------------- | ---------------------- |
| AllMusic                      | [ 24 ]                 |
| Alternative Press             | [ 4 ]                  |
| Blender                       | [ 25 ]                 |
| IGN                           | 7.1/10                 |
| Kludge                        | 7/10                   |
| Melodic                       | [ 28 ]                 |
| Pitchfork                     | 8.2/10                 |
| Rolling Stone                 | [ 30 ]                 |
| The Rolling Stone Album Guide | [ 31 ]                 |
| Stylus Magazine               | B                      |

Johnny Loftus, do AllMusic, escreveu que "com a ajuda do produtor de alto nível Howard Benson, eles corrigiram os pequenos excessos amadores cometidos em I Brought You My Bullets You Brought Me Your Love, resultando em um produto recompensador, bastante implacável". Andy Greenwald, da Blender, observou a integração de elementos da vida de pessoal de Gerard Way nas músicas do álbum e comentou que a voz dele, caracterizada por um tom emotivo e intenso, adiciona uma qualidade emocional e visceral às músicas, como "I'm Not Okay (I Promise)", além de mencionar que esta faixa é uma "poesia para depois da escola", que indica que as letras e o estilo da banda ressoam com as experiências e emoções típicas dos jovens, como os sentimentos de alienação, angústia e rebelião muitas vezes associados à adolescência. Assim, a voz de Gerard contribuiu para a expressão desses temas de uma maneira que combina particularmente com um público mais jovem. Ian Mathers, da Stylus, sentiu que o álbum continha "doze músicas quase impecáveis e um interlúdio em trinta e nove minutos" e que mesmo nos momentos em que a intensidade da música ou do álbum parece diminuir ou desacelerar, a qualidade ou o impacto não diminuem. E mesmo nos momentos mais calmos ou menos agressivos do álbum, a qualidade geral e o poder emocional da música continuam presentes e são perceptíveis, enquanto Kirk Miller, da Rolling Stone, o descreveu como "uma grande diversão". O crítico da IGN, JR, foi mais reservado em seus elogios, chamando Three Cheers for Sweet Revenge de "um bom álbum" que, no entanto, "não é tão variado ou ousado quanto poderia ter sido". No The Village Voice, Robert Christgau deu-lhe uma classificação de "fracasso". 

### Premiações
| Publicado    | País           | Prêmio                         | Ano  | Posição |
| ------------ | -------------- | ------------------------------ | ---- | ------- |
| Rock Sound   | Reino Unido    | Top 50 Álbuns do Ano           | 2004 | 5       |
| Spin         | Estados Unidos | Top 40 Melhores Álbuns de 2004 | 2004 | 34      |
| Kerrang!     | Reino Unido    | Álbuns do Ano                  | 2004 | 3       |
| Metal Hammer | Reino Unido    | Álbuns de 2004                 | 2004 | 7       |

## Legado
NME incluiu o álbum em sua lista de "20 Álbuns Emo Que Resistiram Firmemente ao Teste do Tempo". O álbum foi classificado como número 260 na lista "Os 300 Melhores Álbuns dos Últimos 30 Anos (1985-2014)" da Spin. Rock Sound escreveu que o álbum é "um lançamento que define uma era", tocando "um nervo tanto musical quanto emocionalmente com milhões ao redor do mundo".
Em 2016, a Rolling Stone declarou que Three Cheers for Sweet Revenge o décimo maior álbum emo entre 40, dizendo que "Three Cheers não foi apenas um álbum conceitual, foi uma sequência conceitual, expandindo a história que foi contada de forma mais ampliada, dando continuidade ao enredo que foi apresentado de forma mais limitada e modesta em I Brought You My Bullets, You Brought Me Your Love de 2002. De maneira mais completa, o álbum se apresenta com reflexões sobre vida e morte ("Helena"), confrontos emocionais ("I'm Not Okay") e uma série de vídeos musicais dramáticos que os tornaram queridinhos da MTV".
Three Cheers for Sweet Revenge vendeu mais de três milhões de cópias até hoje nos Estados Unidos e foi certificado como 3× platina pela RIAA até dezembro de 2017. Em fevereiro de 2006, o álbum havia vendido mais de 1.356.000 cópias nos EUA e três milhões de cópias ao todo até aquela data. Ele também foi certificado como platina no Canadá e no Reino Unido, e como ouro na Austrália, Irlanda, Chile, Nova Zelândia e Argentina.

## Lista de faixas

### Versão padrão
Todas as faixas escritas e compostas por My Chemical Romance. 
| N.º            | Título                                                   | Duração |  |
| 1.             | "Helena"                                                 | 3:22    |  |
| 2.             | "Give 'Em Hell, Kid"                                     | 2:18    |  |
| 3.             | "To the End"                                             | 3:01    |  |
| 4.             | "You Know What They Do to Guys Like Us in Prison"        | 2:53    |  |
| 5.             | "I'm Not Okay (I Promise)"                               | 3:08    |  |
| 6.             | "The Ghost of You"                                       | 3:23    |  |
| 7.             | "The Jetset Life Is Gonna Kill You"                      | 3:37    |  |
| 8.             | "Interlude"                                              | 0:57    |  |
| 9.             | "Thank You for the Venom"                                | 3:41    |  |
| 10.            | "Hang 'Em High"                                          | 2:47    |  |
| 11.            | "It's Not a Fashion Statement, It's a Fucking Deathwish" | 3:30    |  |
| 12.            | "Cemetery Drive"                                         | 3:08    |  |
| 13.            | "I Never Told You What I Do for a Living"                | 3:51    |  |
| Duração total: | Duração total:                                           | 39:36   |  |

| Versão japonesa |                           |         |  |
| N.º             | Título                    | Duração |  |
| 14.             | "Bury Me in Black" (demo) | 2:37    |  |
| Duração total:  | Duração total:            | 42:13   |  |

| DVD da edição especial japonesa |                                                             |         |  |
| N.º                             | Título                                                      | Duração |  |
| 1.                              | "I'm Not Okay (I Promise)" (versão 2 do videoclipe)         |         |  |
| 2.                              | "I'm Not Okay (I Promise)" (versao 1 do videoclipe)         |         |  |
| 3.                              | "Thank You for the Venom" (ao vivo)                         |         |  |
| 4.                              | "Helena" (ao vivo)                                          |         |  |
| 5.                              | "Give 'Em Hell, Kid" (ao vivo)                              |         |  |
| 6.                              | "The Ghost of You" (ao vivo)                                |         |  |
| 7.                              | "You Know What They Do to Guys Like Us in Prison" (ao vivo) |         |  |
| 8.                              | "I'm Not Okay (I Promise)" (ao vivo)                        |         |  |

## Ficha técnica
| My Chemical Romance - Gerard Way - vocais principais, vocais de apoio, composição - Ray Toro - guitarra principal, vocais de apoio - Frank Iero - guitarra rítmica, vocais de apoio - Mikey Way - baixo - Matt Pelissier - bateria, percussão | Músicos adicionais - Bert McCracken – vocais adicionais em "You Know What They Do to Guys Like Us in Prison" - Keith Morris – vocais adicionais em "Hang 'Em High" - Rinat – vocais adicionais em "The Ghost of You" - Howard Benson – 1958 Hammond B3 |

Produção
- Howard Benson – produtor, mixagem
- Rich Costey – mixagem
- Craig Aaronson – A&R
- Brian Schechter – gestor
- Stacy Fass – acessória jurídica
- Matt Galle – agenciador de shows
- Mike Plotnikoff  – gravação
- Eric J. Miller – engenharia adicional
- Paul Decarli – Pro Tools e programação
- Jon Nicholson – técnico de bateria
- Keith Nelson – técnico de guitarra
- Tom Baker – masterização
- Matt Griffen – coordenador de produção
- Dana Childs – coordenador de produção
- Arturo Rojas – auxiliar de produção
- Fernando Diaz – auxiliar de produção
- Mike Gardner – auxiliar de produção
- Chris Ozuna – auxiliar de produção
- Bryan Mansell – auxiliar de produção
- Mark Holley – assistente de design

## Paradas
| Paraa (2004–2006)                     | Melhor colocação |
| ------------------------------------- | ---------------- |
| Austrália (ARIA)                      | 38               |
| Áustria (Ö3 Austria Top 40)           | 73               |
| Alemanha (Offizielle Deutsche Charts) | 57               |
| Irlanda (IRMA)                        | 36               |
| Japanese Albums (Oricon)              | 73               |
| Nova Zelândia (RMNZ)                  | 30               |
| Escócia (Official Scottish Albums)    | 46               |
| Reino Unido (Official Albums Chart)   | 34               |
| UK Rock & Metal Albums (OCC)          | 1                |
| Estados Unidos (Billboard 200)        | 28               |
| Estados Unidos (Top Rock Albums)      | 14               |

| Parada (2020)                           | Melhor colocação |
| --------------------------------------- | ---------------- |
| Estados Unidos (Top Alternative Albums) | 6                |

| Parada (2005)    | Colcoação |
| ---------------- | --------- |
| UK Albums (OCC)  | 116       |
| US Billboard 200 | 58        |

| Parada (2021)                  | Colcoação |
| ------------------------------ | --------- |
| US Top Rock Albums (Billboard) | 51        |

### Singles
| 2004 | "I'm Not Okay (I Promise)" | 86 | 4  | —  | 19 | 38 | 65 |
| 2004 | "Thank You for the Venom"  | —  | —  | —  | 71 | —  | —  |
| 2005 | "Helena"                   | 33 | 11 | —  | 20 | 27 | 78 |
| 2005 | "The Ghost of You"         | 84 | 9  | 38 | 27 | —  | —  |